# 上原政兵衛
上原 政兵衛（うえはら まさべえ、旧姓・松島、1888年〈明治21年〉4月25日 - 没年不明）は、日本の商人（原皮毛皮貿易商）、実業家。

## 経歴
福島県西白河郡白河町（現白河市）生まれ。製革業・肥料毛皮貿易商などを営む松島瀧右衛門の四男。1910年、先代上原ゆきの入夫となる。家督を相続する。原皮毛皮貿易商を営む。
1938年、紺綬褒章を賜る。上原商事会長、日本毛皮革、富士製革工業、天津大興物産各社長、日本原皮常務を歴任し、1946年に大興物産社長に就任する。

## 人物
趣味は骨董。宗教は真宗。墓所は同宗の浅草今戸の本龍寺。住所は東京市本郷区向ヶ丘弥生町、文京区駒込林町、浅草区今戸町。

## 家族・親族
上原家　
- 養父・富蔵[3]
- 妻・ゆき（1892年 - ?、上原富蔵の三女）[4][8][9]
- 男・利男（1912年 - ?、上原商事取締役）[4]
- 養子・安三（1910年 - ?、東京、秋葉金三の三男、日本毛皮革専務）[2]
- 女・芳子（1913年 - ?、安三の妻）[4]

親戚
- 松島瀧三（日本毛皮代表、上原商事常務）